# Chelotropella
Chelotropella is een geslacht van sponsdieren uit de klasse van de Demospongiae (gewone sponzen). 

## Soorten
- Chelotropella neocaledonica Lévi & Lévi, 1983
- Chelotropella sphaerica Lendenfeld, 1907